# Blue Grass (Iowa)
Blue Grass – miasto w Stanach Zjednoczonych, w stanie Iowa, w hrabstwach Scott i Muscatine.

## Demografia
Zgodnie ze spisem statystycznym z 2000 roku, miasto liczyło 1169 mieszkańców. W 2023 roku liczba mieszkańców wzrosła do 1686 osób, a gęstość zaludnienia przekroczyła 206 osób/km².